# Конкурс молодых танцоров «Евровидение-2017»
Евровидение для молодых танцоров 2017 (англ. Eurovision Young Dancers 2017) — 15-й конкурс молодых танцоров «Евровидение», который прошёл в Чехии в городе Прага. Финал конкурса состоялся 16 декабря 2017 года на сцене Конгресс-центр Праги. В конкурсе приняли участие молодые танцоры в возрасте до 21 года из 8 стран, что стало наименьшим количеством стран-участниц за всю историю конкурса.
Конкурс проводило чешское телевидение при контроле Европейского вещательного союза. Победу на конкурсе одержала участница из Польши Паулина Биджинска, что стало третьей победой страны на данном конкурсе за всю его историю. Второго места удостоилась Патрисия Црнкович из Словении.

## Место проведения

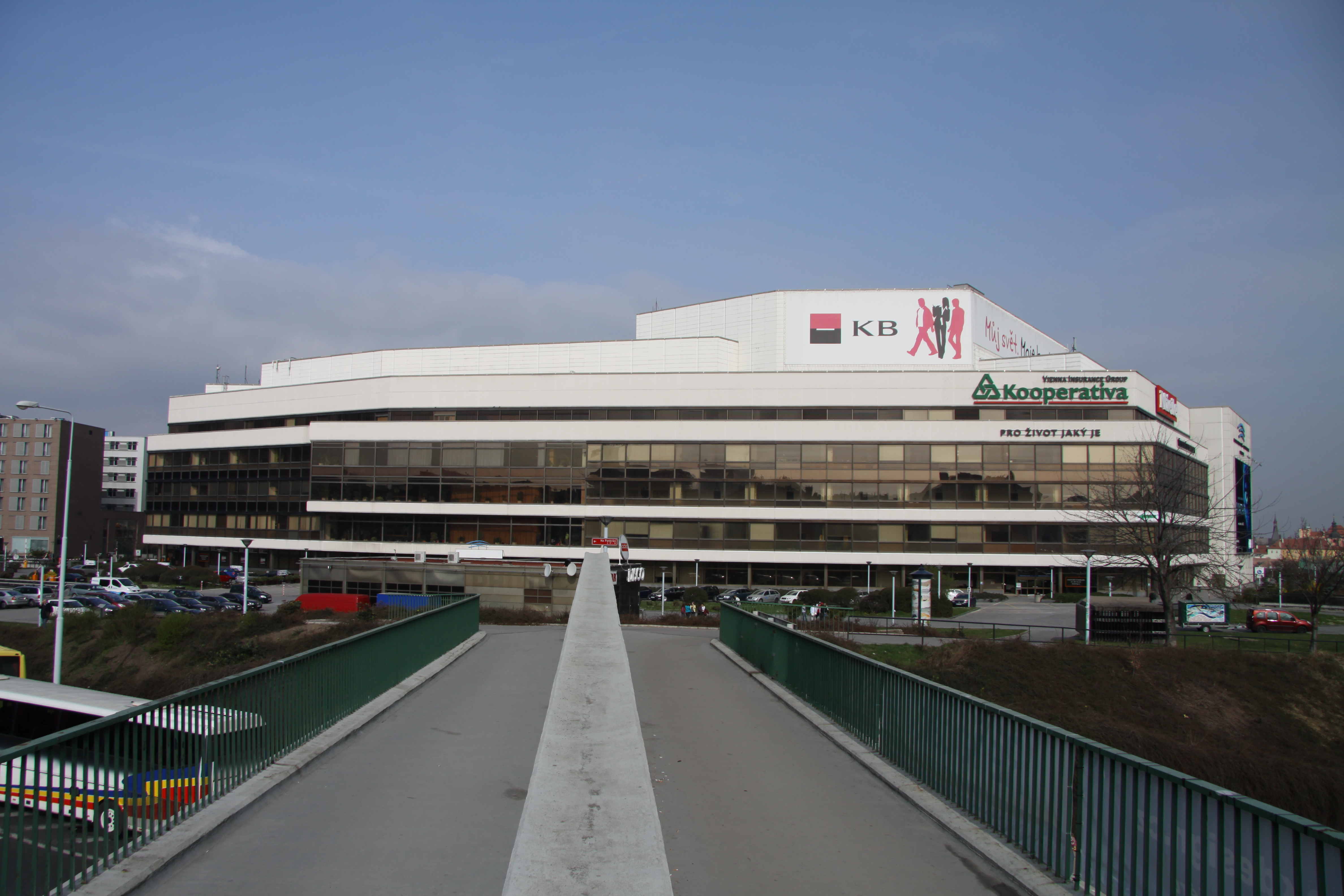
Конгресс-центр Праги — место проведения «Евровидения для молодых танцоров 2017»

18 мая 2017 года чешское телевидение подтвердило, что конкурс в 2017 году вновь состоится в Чехии. После чего 22 июня Европейский вещательный союз объявил, что соревнование состоятся в зале конгресс-центра Праги.
Конгресс-центр Праги — крупнейший европейский комплекс, который был построен в 1981 году. С тех пор центр ежегодно организовывает мероприятия и выставки различных тематик. В центре располагаются 20 залов и 50 банкетных залов, вместительностью от 20 до 2800 человек. Данные залы обладают акустикой высокого уровня, именно поэтому конгресс-центр входит в число самых лучших концертных залов мира.
Стоит отметить, что Чехия уже проводила «Евровидение для молодых танцоров» в 2015 году. Тогда он состоялся в городе Пльзень на сцене «Нового театра».

### Выбор места проведения
Страна-победитель на конкурсе молодых танцоров не получает автоматического права на проведение конкурса в следующем году (в отличие от конкурса песни «Евровидение», где страна-победитель такое право имеет). Страна, в которой будет проведён конкурс в следующем году, определяется заранее. Управляющая группа конкурса проводит встречу, на которой они обсуждают заявки стран, подавших заявления на организацию конкурса.
7 июля 2015 года Европейский вещательный союз объявил на официальном сайте конкурса, что Мальта примет пятнадцатый конкурс танцев «Евровидение для молодых танцоров». Выбор был обусловлен тем, что Валлетта будет Культурной столицей Европы в 2018 году.
В этот же день на официальном сайте конкурса было объявлено, что конкурс пройдет на сцене «Средиземноморского Конференц-Центра». Однако позже было объявлено, что мальтийское телевидение планирует провести конкурс на открытом воздухе в формате open air. 24 декабря 2016 года стало известно, что конкурс пройдет на территории Великой гавани (Гранд-Харбор).
В январе 2017 года стало известно, что мальтийское телевидение отказалось от проведения конкурса. После чего ЕВС собирался перенести конкурс на 2019 год из-за отказа ряда стран принять соревнование у себя. Однако в мае польское телевидение объявило, что конкурс теперь будет проходить в Чехии в конце этого года. 18 мая 2017 года чешское телевидение подтвердило, что они будут принимать конкурс.

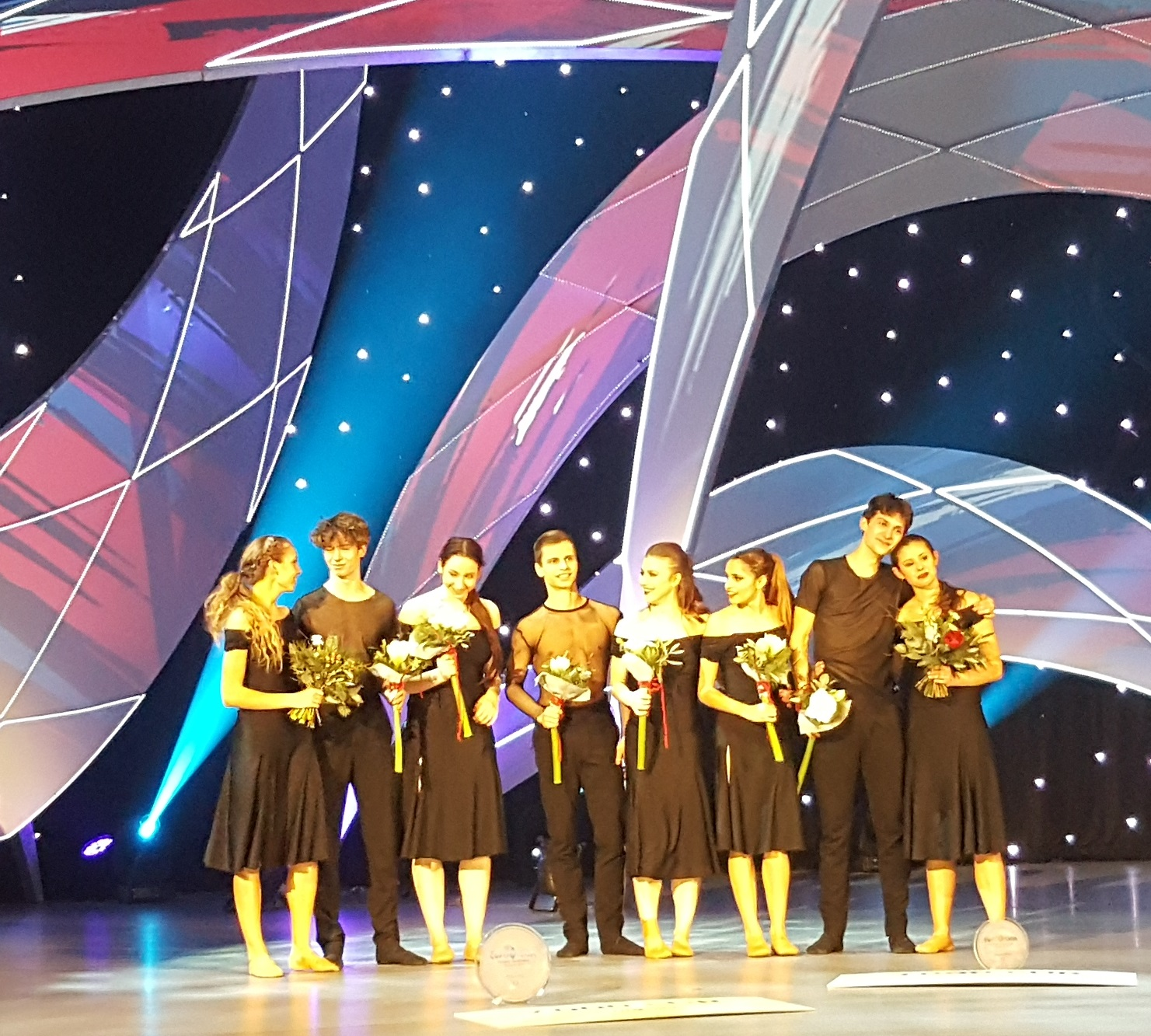
Все восемь участников конкурса

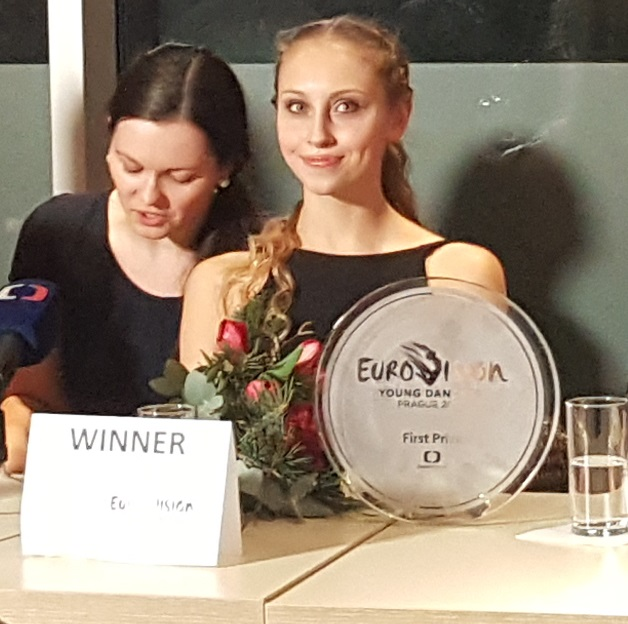
Паулина Биджинска — победить конкурса

## Формат
К участию в конкурсе допускаются танцоры в возрасте от 16 лет до 21 года. Причем участниками могут стать только соло-танцовщики, не задействованные на профессиональной основе и имеющие образование классической или современной танцевальной школы, владеющие базовыми навыками классического балета.
Во время конкурса каждый участник должен исполнить один сольный танец, продолжительность которого должна составлять не более 2 минут. Музыку и стиль танца участник выбирает по своему усмотрению. Также в финале будет представлен групповой танец, постановку которого осуществляет хореограф конкурса. Групповой танец исполнят участники, разделенные на две группы.
Оценивает участников профессиональное жюри, которое состоит из мастеров и экспертов области танцев и в котором каждый член жюри представляет одно из направлений хореографии: контемпорари, модерн и балет. Все члены жюри выставляют танцорам баллы за индивидуальные номера и участие в групповой постановке на основе конкретных критериев (хореография, качество танца, художественная выразительность и способность танцора адаптироваться к новым стилям).
Два участника, набравшие по решению профессионального жюри наибольшее количество баллов, исполняют в финале танец-дуэль, включающий в себя элементы сольного и группового номеров. Среди них и определяется победитель, который получает трофей в виде тарелочки, а также денежный приз в размере €7000. Обладатель второго места получает €3000 соответственно.
Цель конкурса — демонстрация уровня современного художественного танца и привлечение внимания международной общественности и телевизионной аудитории к лучшим молодым танцорам.

### Количество стран
В конкурсе может участвовать максимум 14 стран, но для проведения конкурса количество стран должно составлять минимум 10 стран. Однако в этом году было решено провести конкурс с 8 странами. От участия в конкурсе в этом году отказалась Албания, Нидерланды и Словакия — помимо ещё 26 стран, имеющих право на участие, но переставших участвовать ранее. О возвращении на конкурс заявила Португалия.

### Ведущий
Ведущими стали Либор Боучек и Энджи Клара Свободова. Об этом 9 декабря 2017 года заявил чешский вещатель «ČT». Боучек известный чешский телеведущий, свободно говорящий на чешском и английском языках, и имеет опыт с организацией живых мероприятий, последним из которых является Чемпионат Европы по лёгкой атлетике 2014 и Евровидение для молодых танцоров 2015 года. Свободова известная чешская танцовщица, тренер и хореограф. Изучала хореографию в Бродвейском центре танца в Нью-Йорке.

### Состав жюри
В состав профессионального жюри вошло 3 человека:
- Ицик Галили
- Дарья Климентова
- Амбра Суччи

## Участники
14 августа 2017 года было объявлено, что в конкурсе 2017 года примут участие 8 стран из общего числа 56 стран, имеющих право участвовать ввиду членства в Европейском вещательном союзе (ЕВС). Это самое низкое количество стран-участниц за всю историю конкурса.

#### Танцоры, участвовавшие ранее
- Словения: Патрисия Црнкович (Евровидение для молодых танцоров 2013 — не прошла во второй тур)

### Финал
Финал состоялся 16 декабря 2017 года в конгресс-центре Праги. Танцорам предлагалось исполнить сольный танец в любом стиле в течение 2 минут. Также командами из 4 участников были исполнены групповые номера, поставленные Петром Зуска. Профессиональное жюри выбрало участников для финальной дуэли, а затем и победителя.
| №  | Страна                 | Участник           | Танец (хореограф)                         | Результат             |
| -- | ---------------------- | ------------------ | ----------------------------------------- | --------------------- |
| 01 | Норвегия               | Анна-Луиз Амундсен | «These Days» (Тин Эрика Аспаас)           | —                     |
| 02 | Германия               | Данила Капустин    | «Desde Otello» (Гойо Монтеро)             | —                     |
| 03 | Мальта                 | Дениза Буттиджич   | «Q.W.» (Джолин Табоне)                    | —                     |
| 04 | Португалия             | Ракель Фидалгу     | «Esquiva» (Мариус Петипа)                 | —                     |
| 05 | Польша                 | Паулина Биджинска  | «La Certa» (Яцек Пшибылович)              | Выход в следующий тур |
| 06 | Словения               | Патрисия Црнкович  | «Disintegration» (Патрисия Црнкович)      | Выход в следующий тур |
| 07 | Швеция                 | Кристофер Коллинз  | «Solo-X» (Сикке Мудих)                    | —                     |
| 08 | Чехия (страна-хозяйка) | Михаль Вач         | «Monologue» (Михаль Вач и Ленка Халашова) | —                     |

#### Финальная дуэль
| Страна   | Участник          | Результат    |
| -------- | ----------------- | ------------ |
| Словения | Патрисия Црнкович | Второе место |
| Польша   | Паулина Биджинска | Победа       |

## Национальные отборы
Открытые национальные отборы (с голосование профессионального жюри) не обязательны для всех стран-участниц, и в связи с этим многие страны выбирают своего представителя путем внутреннего отбора. Свои открытые отборы провели следующие страны:
| Страна   | Название                                                       | Финал                 | Победитель        |
| -------- | -------------------------------------------------------------- | --------------------- | ----------------- |
| Мальта   | Malta Eurovision Young Dancers 2017                            | 28 июля 2017 года     | Дениза Буттиджич  |
| Польша   | Młody Tancerz Roku 2017                                        | 28 мая 2017 года      | Паулина Биджинска |
| Словения | Slovenski izbor za tekmovanje Evrovizijski mladi plesalci 2017 | 17 мая 2017 года      | Патрисия Црнкович |
| Чехия    | Eurovizní soutěž mladých tanečníků 2017                        | 29 сентября 2017 года | Михаль Вач        |

## Другие страны

### Отказ
- Австрия - Австрийский вещатель Österreichischer Rundfunk (ORF) объявил 22 ноября 2016 , что у них не было никаких планов по возвращению в 2017.
- Латвия - Латвийская телекомпания Латвийское телевидение (LTV) объявила 16 декабря 2016 , что у них не было никаких планов по возвращению в 2017.
- Нидерланды - 2 февраля 2017 года NTR объявил, что они не будут участвовать в фестивале в 2017 году, потому что Мальта отозвана в качестве принимающей стороны, и поэтому неясно состоится конкурс или нет.
- Словакия - 6 июня 2017 года стало известно, что Словацкое телевидение (RTVS) отказалось от участия в конкурсе[17].
- Украина - Украинское вещатель НТКУ объявила 22 декабря 2016 , что они не вернутся в 2017 году из - за сосредоточили свое внимание на подготовке к проведению на Евровидение 2017 .
- Финляндия - Финская вещательная компания Yleisradio (Yle) объявила 4 ноября 2016 , что у них не было никаких планов по возвращению в 2017.